# Emil Kraepelin
Emil Kraepelin, född 15 februari 1856 i Neustrelitz, död 7 oktober 1926 i München, var en tysk psykiater.
Kraepelin blev medicine doktor 1878, professor i psykiatri 1896 i Dorpat, 1890 i Heidelberg och 1903 i München. Han var en av sin tids ledande forskare på sinnessjukdomarnas område och utövade dels genom sina skrifter, dels genom sin omfattande lärarverksamhet, stort inflytande. Han är framförallt känd för sin klassifikation av sinnessjukdomarna, vilka han uppdelade i huvudgrupperna manisk-depressiv psykos (numera benämnt bipolärt syndrom) och dementia praecox, ett av honom myntat begrepp för vad som sedermera fick namnet schizofreni (av Eugen Bleuler 1908).
Bland Kraepelins arbeten märks Psychiatrie (två band, 1883; åttonde upplagan 1909), Einführung in die psychiatrische Klinik (andra upplagan 1905) och Psychologische Arbeiten (sedan 1895 utgivna samlingar av undersökningar från Kraepelins klinik). År 1908 blev Kraepelin ledamot av svenska Vetenskapsakademien och Fysiografiska sällskapet i Lund.